# Wyspy Heard i McDonalda
Wyspy Heard i McDonalda – australijskie terytorium obejmujące dwie niezamieszkane wyspy położone na południowym Oceanie Indyjskim 53°06′S 72°31′E/-53,100000 72,516667, mniej więcej w 2/3 drogi pomiędzy Madagaskarem i Antarktydą. Są wyspami wulkanicznymi i pod względem geologicznym stanowią wynurzoną część Wyniesienia Kergueleńskiego.

## Geografia
Wyspy leżą w pasie wyjących pięćdziesiątek i są bardzo oddalone od kontynentów: od Afryki dzieli je 4700 km, od Australii 4000 km, a od Antarktydy ok. 1000 km. Najbliższym lądem są francuskie Wyspy Kerguelena, 450 km na północny zachód.
Główna Wyspa Heard jest bardzo górzysta i niegościnna, jej większą część tworzy masyw Big Ben z najwyższym szczytem Mawson Peak (2745 m n.p.m.), który jest także najwyższą górą Australii. Wyspy McDonalda są małe i kamieniste. Na wyspach tych znajdują się jedyne czynne wulkany Australii. Łączna powierzchnia wysp wchodzących w skład terytorium wynosi około 412 km². Na żadnej z wysp nie ma przystani ani portu, jedynie oddalone od brzegu kotwicowisko.
Wyspy jako terytoria należące do Australii administrowane są z Hobart przez Australian Antarctic Division (AAD), wydział do spraw Antarktyki w australijskim Ministerstwie Środowiska. Jedynymi gośćmi na wyspach są zazwyczaj naukowcy, prowadzący tam różnego rodzaju badania.
Wyspy są bezludne i nie mają żadnej gospodarki, ale rząd australijski zezwala na prowadzenie połowów w otaczających je wodach. Wyspy otrzymały własny kod kraju (ISO 3166-2:HM) i mają własną domenę internetową .hm.

## Przyroda
Ze względu na dziewicze środowisko wyspy te zostały w 1997 wpisane na listę światowego dziedzictwa UNESCO. Wśród wysp subantarktycznych wyróżnia je trwająca aktywność wulkaniczna i brak gatunków inwazyjnych w ekosystemie. Wyspy są zamieszkane przez różne gatunki fok i ptaków morskich. Na Heard występuje endemiczny podgatunek pochwodzioba czarnodziobego (Chionis minor nasicornis) i kormorana niebieskookiego (Phalacrocorax atriceps nivalis) oraz endemiczne bezkręgowce. Lodowce wyspy Heard mają małą miąższość i szybko reagują na zmiany klimatu.

## Historia
Wyspa Heard została nazwana na cześć kapitana Johna Hearda, dowódcy statku Oriental, który odkrył ją 25 listopada 1853. Doniesienia o odkryciu w latach 30. XIX wieku są uważane za wątpliwe. Nieco później, 4 stycznia 1854, kapitan William McDonald odkrył niedaleko położone Wyspy McDonalda. Trudne warunki pogodowe uniemożliwiły mu lądowanie.
W ciągu pięciu lat od odkrycia na Heard ponad 50 razy lądowali łowcy fok, polujący na mirungi (tzw. słonie morskie). Już w 1859 roku płetwonogie zostały prawie wytrzebione, ale aż do 1877 roku na wyspach pozyskiwano foczy tłuszcz. Procederem tym zajmowali się prawie wyłącznie amerykańscy marynarze. Trudne warunki pogodowe i brak osłoniętych zatok sprawiły, że wiele statków wpadło na mielizny lub nawet zatonęło u brzegów wyspy.
Wyprawy naukowe na wyspę Heard rozpoczęły się w 1874 roku, kiedy przybił do niej okręty HMS Challenger i SMS Arcona, jednak warunki odstraszyły badaczy. Następne wizyty miały miejsce dopiero na początku XX wieku. W 1947 roku Wielka Brytania oddała te wyspy pod zarząd Australii i od tamtej pory Australijczycy organizują okresowe wyprawy na wyspy.